# LOA

LOA er en barkentine – et tremastet sejlskib med råsejl på fokkemasten (forrest) og skonnertsejl på stormasten (i midten) og mesanmasten (bagest). 
LOA, der er bygget i Svendborg i 1920-22, blev i perioden 2004-2009 restaureret på det første LOA Værft – på kanten af Limfjorden i Nørresundby. Det skete under ledelse af skibsbygmester Herluf Stærk Christensen, der var restaureringsprojektets både første (2004) og sidste (2009) lønnede medarbejder.
Undervejs i restaureringen blev LOA Værft flyttet til en placering ud for Hedegaards gule lagerbygning umiddelbart øst for Limfjordsbroen (stadig på Nørresundbysiden) og i dag findes værftet som en permanent arbejdsplads for hundreder af frivillige cirka 100 meter fra kajkanten.
LOA er et markant dansk skib med potentielt høj udnyttelsesgrad, stort sejladsprogram og mange brugere. Alle er velkomne, men i udgangspunktet bliver sejladser udbudt til unge fra 15 år, der i LOA vil finde et redskab til at lære at arbejde sammen og til at vise den enkeltes direkte afhængighed af og ansvar i forhold til andre. LOA fungerer blandt andet i forbindelse med danske og internationale sejladser som sail training-skib, en form for skoleskib, der kan være et springbræt for unge, der vil gå den maritime vej – eller benytte en enestående mulighed for at opleve den fremmedartede verden, der er om bord på et sejlskib til søs. Desuden giver LOA den brede befolkning mulighed for at stifte bekendtskab med livet til søs og opnå en nærmere tilknytning til havet og den kultur, der knytter sig til at færdes på havet. 
LOA er et eksempel på en lang dansk skibsbygningstradition, og restaureringsarbejdet er foregået i respekt for skibets historie og for det gode håndværk. Den praktiske restaurering er gennemført af lønnede og frivillige. Dertil er kommet et større antal frivillige, der har taget sig af blandt andet økonomistyring, fundraising, planer for indretning af skibet samt disponering af dets anvendelse.
Da LOA forventes at skulle sejle i op til 8-9 måneder om året, meget af tiden på langfart, er det nødvendigt til fulde at leve op til alle sikkerheds-, miljø- og i et vist omfang komfortkrav, der stilles til et moderne sejlskib. Derfor sker der en tilpasning i forhold til det oprindelige LOA. Fonden har dog sørget for, at restaurering er sket – og vedligeholdelse vil ske – i overensstemmelse med de traditioner, der hidtil har ligget til grund for et skib af denne karakter, og som på længere sigt kan bevare LOAs oprindelige kvaliteter.
Skibsbevaringsfonden har erklæret LOA for et bevaringsværdigt skib – et varigt kulturminde, der er betydningsfuldt for samfundets forståelse af dansk maritim kultur.
LOA er Danmarks så vidt vides eneste barkentine. I relation til de internationale skole- og øvelsesskibssejladser The Tall Ships Races er LOA placeret i klasse (A) sammen med blandt andre de danske skoleskibe Danmark og Georg Stage.
LOA-projektet ledes af Tall Ship Aalborg Fonden (CVR 27643868), der ejer skibet, har forestået restaureringen og nu står for driften. Fondens første formand var Steen Bjerre, som stod i spidsen for projektet helt fra etableringen af den oprindelige arbejdsgruppe i januar 2001, over stiftelsen af fonden i 2003 og frem til og med skibets afsejling på dets første deltagelse i The Tall Ships Races i sommeren 2009. Fondens nuværende formand er Aalborg Universitets rektor Per Michael Johansen, der i efteråret 2021 afløste daværende havnedirektør Claus Holstein, der var formand i stort set hele perioden fra LOAs gensøsætning i 2009.
Fonden er stiftet af LOAs forrige ejer, FDF Aalborg Søkreds, og den ledes af en bestyrelse udpeget af de maritime uddannelser, LOAs hjemhavn Aalborg og Fondens stifter.
LOA deltog i The Tall Ships Races i Østersøen i juli-august 2009. LOA var også med i The Tall Ships Races i 2010, da den store flåde af sejlskibe i juli gæstede LOA's hjemhavn Aalborg, ligesom skibet deltog i Limfjorden Rundt 2010 og opnåede flotte placeringer. I 2011 deltog LOA blandt andet i Nordisk Sejlads og Limfjorden Rundt, mens skibet i 2012 primært koncentrerede sig om Nordisk Sejlads, Fyn Rundt og Limfjorden Rundt - i øvrigt igen med flotte resultater. Også i 2013 deltog LOA i The Tall Ships Races (denne gang i Østersøen med dansk værtshavn i Aarhus), ligesom LOA var med, da The Tall Ships Races i sommeren 2014 blandt andet kom til Esbjerg. I 2015 var LOA med, da The Tall Ships Races igen anløb Aalborg og det samme var tilfældet i 2019, hvor det store arrangement for første gang havde to danske værtshavne, først Aalborg og efter to besøg i Norge afsluttende ophold i Aarhus. I regi af The Tall Ships Races er det blandt andet også blevet til sejlads via Antwerpen (Belgien) til Lissabon (Portugal). LOA var med på hele togtet, da The Tall Ships Races i sommeren 2022 blev gennemført med Esbjerg som start- og Aalborg som sluthavn.  
The Tall Ships Races 2022 i Aalborg blev en fornem markering af LOAs 100 års fødselsdag. Ved samme lejlighed udkom bogen "LOA gennem hundrede år", der beskriver hele historien fra stabelafløb til nuværende anvendelse.  
Set fra LOAs pokalskab tager deltagelse i diverse større sejladser sig sådan ud:    
- Limfjorden Rundt:
  - Nr. 1 blandt tremasterne: 2012, 2013, 2015, 2016
  - Nr. 2 blandt tremasterne: 2014, 2017 (a point med nr. 1), 2021, 2022
  - Nr. 3 blandt tremasterne: 2010, 2011, 2019
- Fyn Rundt:
  - Nr. 3 i store klasse: 2023
  - Etapevinder i store klasse: 2023
- The Tall Ships Races:
  - Nr. 3 i Klasse A/Race 1: 2017
- Skutträff:
  - Nr. 1 blandt tremasterne: 2015
  - Præmie for godt sømandsskab: 2015
- Nordisk Seilas / Ælveduellen:
  - Nr. 3: 2011